# Lázaro Cárdenas Copala
Lázaro Cárdenas Copala är en ort i Mexiko.   Den ligger i kommunen Santiago Juxtlahuaca och delstaten Oaxaca, i den sydöstra delen av landet, 290 km söder om huvudstaden Mexico City. Lázaro Cárdenas Copala ligger 1 040 meter över havet och antalet invånare är 410.
Terrängen runt Lázaro Cárdenas Copala är varierad. Runt Lázaro Cárdenas Copala är det ganska glesbefolkat, med 31 invånare per kvadratkilometer. Närmaste större samhälle är Putla Villa de Guerrero, 10,2 km sydost om Lázaro Cárdenas Copala. I omgivningarna runt Lázaro Cárdenas Copala växer huvudsakligen savannskog.